# Asperen

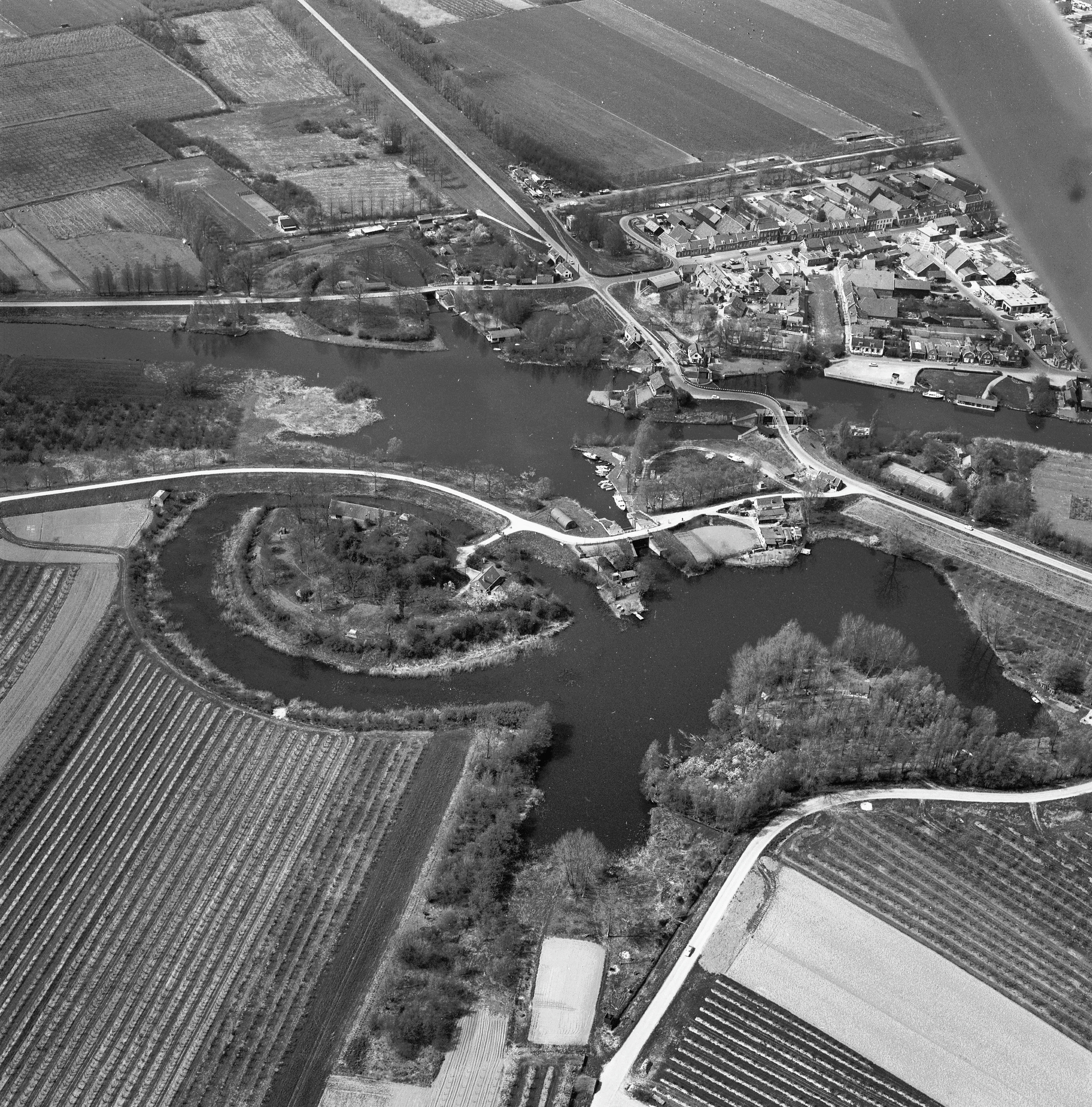
Luchtfoto Asperen (1977)

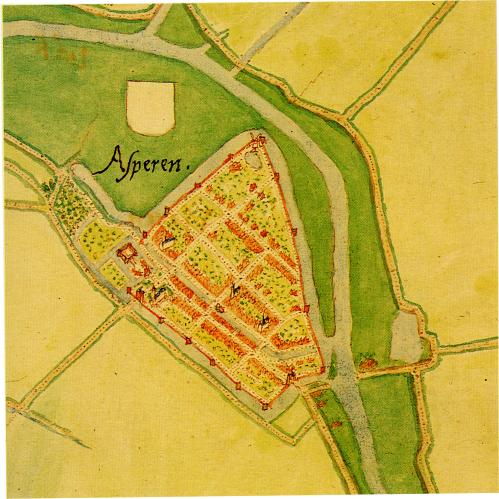
Stadsplattegrond Asperen (1560)

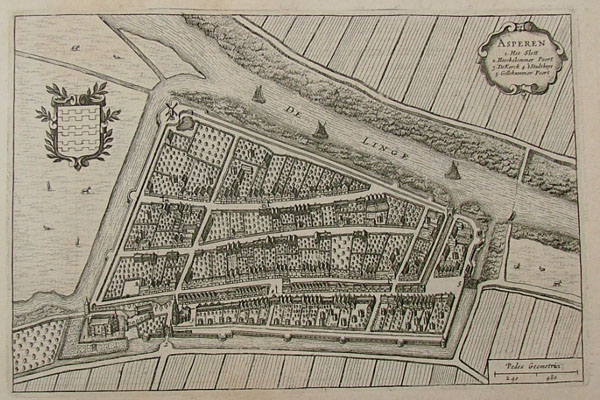
Stadsplattegrond Asperen (1649)

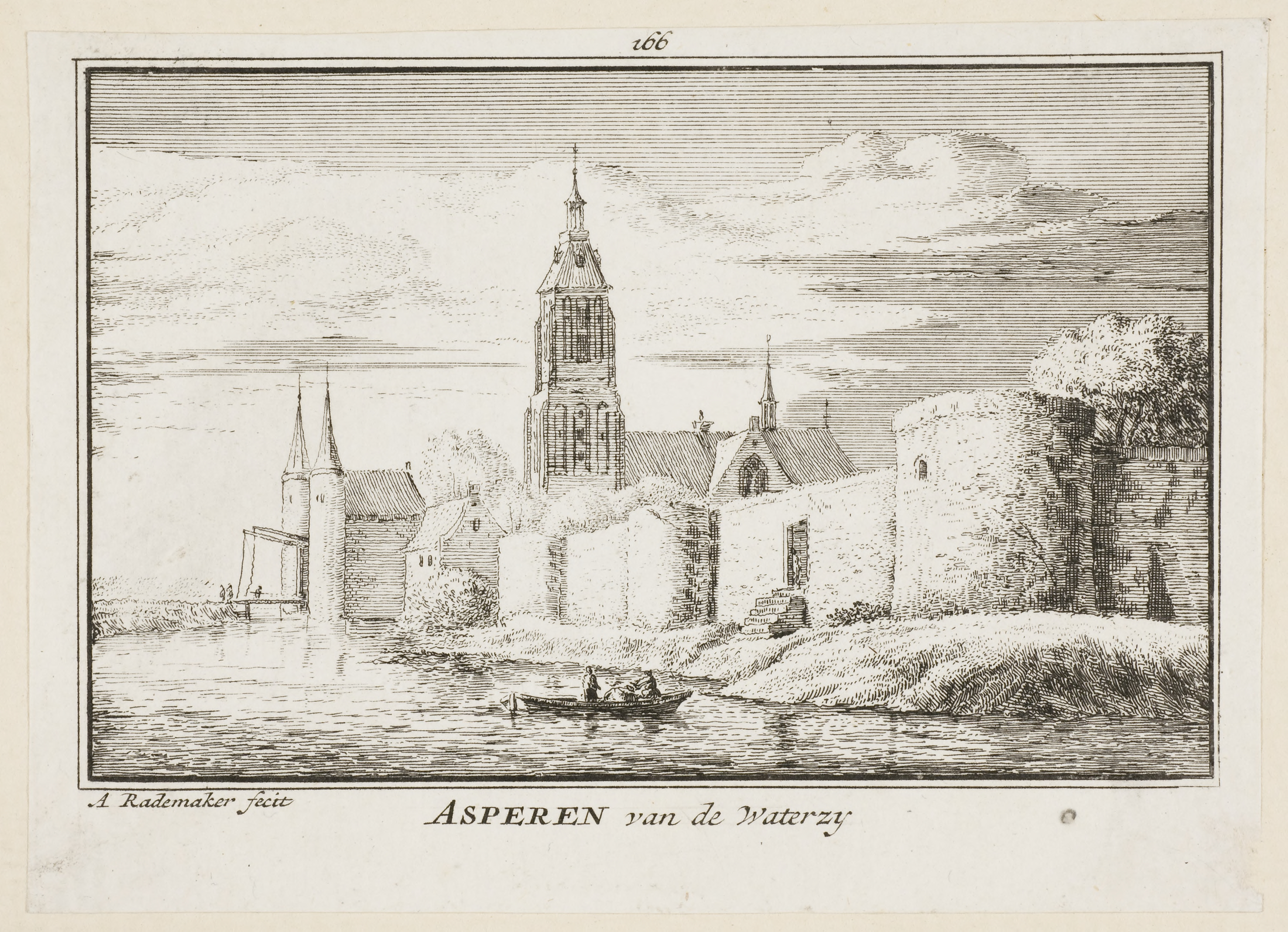
Asperen van de Waterzy, door Abraham Rademaker (1725). Gezicht op de stad vanuit het zuiden, links de Heukelumsepoort

Asperen is een stadje in de gemeente West Betuwe in de Nederlandse provincie Gelderland. De plaats heeft 3.250 inwoners (1 januari 2023), waarvan circa 120 in het buitengebied. Het ligt in de Tieler- en Culemborgerwaard aan de rivier de Linge, ongeveer twee kilometer van Leerdam. Tot 1986 was Asperen een zelfstandige Zuid-Hollandse gemeente. Tot 2019 viel het onder de gemeente Lingewaal.

## Geschiedenis
In de Romeinse tijd vermoedt men een nederzetting, genaamd Caspingium in wat nu Asperen is. Het staat op de Peutingerkaart (Tabula Peutingeriana) vermeld als gelegen tussen Tablis (Oud-Alblas?) en Grinnes (Rossum) aan de zuidelijke heerweg (dus niet de limes) Noviomagus (Nijmegen) - Lugdunum Batavorum (Katwijk-Brittenburg). Ter plaatse zijn behoorlijk wat Romeinse vondsten gedaan.
Asperen heeft lange tijd een heerlijkheid gevormd. De heerlijkheid grensde in het westen aan de heerlijkheid Heukelum, in het noorden aan de rivier de Linge, in het oosten aan de heerlijkheid Gellicum en in het zuiden aan de heerlijkheid Herwijnen. De eerste heer van Asperen die wordt genoemd is Jan van Arkel (ca. 1170-?). Otto van Arkel (ca. 1237-ca. 1283) en Otto I van Heukelum en Asperen (ca. 1270-ca. 1345) worden ook wel als stamvaders van het geslacht genoemd. Otto I zorgde ervoor dat het Huis Arkel Asperen in 1313 als vrije heerlijkheid in 'onsterfelijke' erfleen kreeg van Willem III van Holland. Asperen werd tevens tot baronie verheven. In 1347 sneuvelde nakomeling Robrecht van Arkel, waarmee de heerlijkheid verviel aan het geslacht Polanen, waarvan Dirk van Polanen was getrouwd met Elburg van Asperen (1335 tot 1415). Aan vrouwe Elburg herinnert een rijmpje dat in de kerk van Asperen is te vinden:
In 't jaar dusend vierhonderd een
leed Vrouw Elburg den eersten steen
Zijn zoon Otto van Polanen trouwde met Johanna Van Voorst en Keppel. Via verschillende vrouwen; Alferade, Belior (Belia), Elburg (Elborch) en Cunegunda (Coenigonde) werd de leen uiteindelijk gesplitst tussen Aernt (Arend) Pieck van Beesd (1468) en Rutger Van den Boetzelaer (1441). Een nakomeling van Beesd, Willem van Buren, schoot Van den Boetzelaer dood in 1460, waarop van Buren werd opgehangen en Beesds deel verbeurd werd verklaard, zodat de familie Van den Boetzelaer ook de andere helft in leen verkreeg (1481 en 1484). De familie Van den Boetzelaer hield vervolgens de heerlijkheid in bezit tot 1795.
Omstreeks 1314 kreeg Asperen stadsrechten.
In 1517 werd Asperen geplunderd door de 'Zwarte Hoop', een troep Duitse huurlingen, waarschijnlijk onder leiding van Johan van Selbach, die tijdens de Gelderse Oorlogen na de plundering van Medemblik op de terugweg waren naar Duitsland. Hierbij kwam een groot aantal inwoners om het leven.
In 1569 was de jongeling Dirk Willemszoon (ook genoemd Durk, ook Willems, Willemse, Willemsz) overgegaan tot het protestantisme en hield in het geheim bijeenkomsten in zijn woning te Asperen. Tijdens het schrikbewind van Alva werd hij gevangengenomen, maar ontvluchtte hij de kerker. Mager als hij geworden was, vluchtte hij over het ijs, waar een van de gerechtsdienaren die hem volgde doorzakte. Hij redde zijn belager, maar de burgemeester hield de gerechtsdienaar aan de afgelegde eed en Dirk Willemszoon werd alsnog verbrand. Zijn verbranding ging extra traag, doordat een oostenwind de vlammen uiteenjoeg, waardoor het vuur niet snel oplaaide.
De Beeldenstorm trof Asperen in 1566. In de daaropvolgende Tachtigjarige Oorlog wisselde het stadje meermaals van zijde wat met plunderingen en geweld gepaard ging. Eenmaal duidelijk in handen van de Republiek braken betere tijden aan, maar tijdens het rampjaar 1672 werd Asperen opnieuw geplunderd door de Fransen. Deze lieten het kasteel Waddestein opblazen nadat ze ‘…eenige tonnetjes kruit met brandende lonten onderin de toren van het kasteel geset hadden...”.
In 1820 werd het dunbevolkte deel van de gemeente Asperen ten zuiden van de Nieuwe Zuiderlingedijk bij de Gelderse gemeente Herwijnen gevoegd.
Op 5 februari 1945 vond de razzia van Asperen plaats; een eenheid van de Geheime Feldpolizei van de Reichswehr doorzocht de huizen van het stadje op zoek naar wapens en verzetsstrijders. Honderden mannen en jongens werden afgevoerd naar Duitsland en tewerkgesteld nabij Krefeld. Daar wisten ze al op 3 maart na een luchtaanval te ontsnappen, waarna ze door de Amerikanen werden bevrijd. Ter gelegenheid van 75 jaar bevrijding werd deze gebeurtenis op 4 februari 2020 in het dorpshuis van Asperen onder grote belangstelling herdacht.
Asperen vierde in 1983 zijn duizendjarig bestaan.
In 1986 werden met een gemeentelijke herindeling zowel het resterende Zuid-Hollandse deel van Asperen als de gemeenten Heukelum (met Spijk) en Herwijnen bij de Gelderse gemeente Vuren samengevoegd als kwartetgemeente, die in 1987 de naam Lingewaal kreeg. Op 1 januari 2019 ging Lingewaal samen met Neerijnen en Geldermalsen op in de fusiegemeente West Betuwe. Het gemeentehuis van Lingewaal in Asperen werd daarop gesloten. Als locatie voor het gemeentehuis van West Betuwe werd gekozen voor Geldermalsen.

## Bezienswaardigheden
Asperen heeft twee kerken, beide behorend tot de Protestantse Kerk in Nederland: de laatgotische hervormde Sint-Catharinakerk en de uit 1892 daterende Gereformeerde kerk. Tot de inventaris van de Catharinakerk behoort sinds 2010 een monumentaal orgel dat in 1894 werd gebouwd door J.F. Witte uit Utrecht.
Fort Asperen had eens een militaire functie. Het is een onderdeel van de Hollandse Waterlinie. Sinds 1984 is het fort voor het publiek opengesteld en worden er culturele manifestaties georganiseerd.
Ten noorden van Asperen langs de Linge ligt het wiel het Galgenwiel.
Aan de molenwal bevindt zich het restant van korenmolen de Haas die in 1948 is getroffen door een brand.

## Sport en verenigingen
- Voetbalvereniging VV Asperen
- Volleybalvereniging WHV Asperen
- Hengelaarsvereniging Asperen
- Paardrijvereniging De Waddesteijnruiters
- IJsclub Asperen
- Muziekschool Monkey Music

## Onderwijs
- CBS De Open Poort
- Openbare Basisschool De Zandheuvel

## Politiek
- Lijst van burgemeesters

## Verkeer en vervoer
Asperen is bereikbaar via de A15 via de N848.
Met het openbaar vervoer is Asperen per bus bereikbaar met de volgende lijnen van Arriva:
- lijn 260 naar Geldermalsen/Leerdam
- lijn 660 naar Leerdam
- lijn 673 naar Gorinchem/Leerdam

## Geboren in Asperen
- Dirk Willems († 1569),[6] wederdoper
- Léon van Bon (28 januari 1972), wielrenner
- Jan Kleyn (18 april 1925), atleet
- Pieter de Jongh (8 december 1970), voetbaltrainer